# Marqant
De Marqant is een woontoren in de Nederlandse stad Groningen. Het gebouw is voltooid in 2009 en staat aan het Reitdiep in de wijk Paddepoel.

## Beschrijving
De Marqant staat aan het einde van de Perseusstraat nabij de ACM-brug over het Reitdiep en de Spoorlijn Groningen - Delfzijl. Naast de toren ligt, langs het Reitdiep, het Jaagpad. Dit is een belangrijke fietsroute tussen het Hoofdstation het Zernikecomplex.
De toren telt 15 woonlagen met in totaal 56 appartementen, waarvan 6 penthouses. De acht woningen aan de Perseusstraat tegenover de flat, behoren tot hetzelfde bouwproject. Dit is onder andere te zien is aan de gelijke kleurstelling.
De gevel van de Marqant bestaat uit lichte en donkere bakstenen. De donkere kleur wordt smaller naar boven toe, om zo een zo slank mogelijk aanzien van de toren te creëren. In het donkere gedeelte ligt ook het trappenhuis, dat met veel glas bekleed is. De ingang ligt in het noordwesten en is herkenbaar door vijf grote witte pilaren en een buitentrap.